# Dead by April (musikalbum)
Dead by April är metalbandet Dead by Aprils debutalbum som släpptes den 13 maj 2009. 
Detta är det enda albumet av bandet med Johan Olsson som gitarrist, samt Pontus Hjelm som en officiell medlem. Hjelm ville fokusera på sitt jobb som låtskrivare och valde därför att hoppa av bandet, medan Olsson slutade på grund av personliga skäl, samt viljan att jobba med sitt eget klädmärke. 
Albumet består mestadels av nyinspelade demolåtar från 2007 respektive 2008 års demoalbum, med undantaget "What Can I Say" och "Sorry for Everything" varav den förstnämnda av låtarna, "What Can I Say", gjordes till bandets andra singel. Albumet innehåller bland annat hiten "Losing You" som även var med i trailern för tv-programmet Robinson 2009.

## Låtlista
| Nr  | Titel                | Kompositör                                                                        | Längd |
| --- | -------------------- | --------------------------------------------------------------------------------- | ----- |
| 1.  | Trapped              | Pontus Hjelm                                                                      | 3:08  |
| 2.  | Angels of Clarity    | Pontus Hjelm/Jimmie Strimell                                                      | 3:41  |
| 3.  | Losing You           | Pontus Hjelm/Jimmie Strimell                                                      | 3:57  |
| 4.  | What Can I Say       | Pontus Hjelm                                                                      | 3:08  |
| 5.  | Erased               | Pontus Hjelm/Jimmie Strimell                                                      | 3:26  |
| 6.  | Promise Me           | Pontus Hjelm                                                                      | 3:34  |
| 7.  | Falling Behind       | Pontus Hjelm/Jimmie Strimell                                                      | 3:26  |
| 8.  | Sorry For Everything | Pontus Hjelm                                                                      | 3:44  |
| 9.  | In My Arms           | Jimmie Strimell/Negin Djafari/Thomas Gustafsson/Pontus Hjelm/Hugo Lira/Paulo Lira | 4:25  |
| 10. | Stronger             | Pontus Hjelm/Jimmie Strimell                                                      | 4:00  |
| 11. | Carry Me             | Pontus Hjelm/Jimmie Strimell                                                      | 3:48  |
| 12. | A Promise            | Johan Eskilsson/Pontus Hjelm/Jimmie Strimell                                      | 3:37  |
| 13. | I Made It            | Pontus Hjelm/Jimmie Strimell                                                      | 3:49  |

| 14. | Leaves Falling | Pontus Hjelm | 3:23 |

| 14. | Leaves Falling                                 | Pontus Hjelm                              | 3:23 |
| 15. | Losing You (Radio Version)                     | Pontus Hjelm/Jimmie Strimell              | 3:30 |
| 16. | Angels of Clarity (Shawn 'Clown' Crahan Remix) | Pontus Hjelm/Jimmie Strimell ft. Slipknot | 4:35 |

## Bonus DVD
På Limited Edition versionen medgick utifrån CD:n även en DVD skiva med följande extramaterial:
- "Videoblogg"
- "Studiodagboken"
- "Losing You" (Musikvideo)
- "Losing You" (Karaoke version)
- "Fotoalbum" (Live foton)
- "Intervju"

## Banduppsättning
Dead by April
- Jimmie Strimell -  Growl, rena vokaler
- Pontus Hjelm - Gitarr, bakgrundssångare, keyboard
- Johan Olsson - Gitarr
- Marcus Wesslén - Elbas
- Alexander Svenningson - Trummor

Extra musiker
- Erik Arvinder med orkester - Stränginstrument i låt #3 "Losing You"
- Jessica Gustafsson - bakgrundssångare i låt #2 "Angels of Clarity", #3 "Losing You" och #6 "Promise Me"

### Listplaceringar
| Lista (2009-2010) | Topplacering |
| ----------------- | ------------ |
| Sverige           | 2 .          |